# 德魯·亨德利
德魯·亨德利（Drew Hendry，1964年5月21日—）是一位蘇格蘭政治人物，他的黨籍是蘇格蘭民族黨。自2015年開始，他擔任因弗內斯、內恩、巴德諾赫和斯特拉斯佩選區選出的國會議員。他首次參加選舉是在2007年。